# TTL 7453

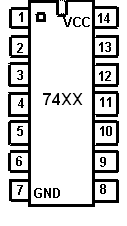
Circuito integrado 7453

O circuito integrado TTL 7453 é um dispositivo TTL encapsulado em um invólucro DIP de 14 pinos que contém quatro portas combinadas AND-OR-NOT expansíveis.

## Função lógica
{\displaystyle Y={\overline {AB+CD+EF+GH+X}}}